# インドラ・ヴァルマン6世
巴的吏（バドラ、Bhadra、生年不詳 - 1441年）は、チャンパ王国（占城国）の15世紀の国王（在位：1400年または1401年 - 1441年）。『明史』は占巴的頼と書く。碑文に見える梵語王号はバドラ（Bhadra、正確にはヴィーラバドラヴァルマン Vira Bhadravarman）であり、『大越史記全書』に見える漢語王号の巴的吏と対応する。『明史』の占巴的頼をチャンパーディラージャ（Campadiraja）の音訳とする説もあるが、この時期の梵語・チャム語碑文の王号はチャンペーシュヴァラ（Campesvara）であって、チャンパーディラージャではない。また、この時期のチャンパ王都ヴィジャヤは諸蕃志のいう新州、『大越史記全書』のいう闍槃（南ベトナムの中央、いまのビンディン省クイニョン市北方）であったと考えられる。

## 生涯

### チャンパ王即位
羅皚の子。ビンディン碑文によれば、1401年、父王が死去すると、後を継いで即位した（バドラ Bhadra の梵名はここに現れる。なお碑文本文は梵語ではなくチャム語である）。大越史記全書では1400年の即位。北ベトナムの胡朝の侵攻を受けて敗北し、かつて諸蕃志などの中国史料が旧州と呼んだ地域（南ベトナムの北方）のほぼすべてを大越（胡朝の簒奪後は大虞）に占領された。

### 北属期
明に援助を求め、1407年に永楽帝がベトナムに兵を送って胡朝を滅ぼし（明胡戦争、明・大虞戦争）、第四次北属時期（1407年-1427年）に入った。1408年、鄭和の使節を迎え、その返礼として王孫の舎楊該を明に送った。
1415年、北ベトナムで陳季拡を支援していたことが発覚し、明に謝罪の使者を送った。
藍山蜂起（1418年 - 1428年）。1418年、王孫の舎那挫を明に送った。
1426年、明の黄原昌を迎え、正朔を受けた。

### 闍槃王朝
丑の年（1433年）、パーンドゥランガ朝（Panduranga、37年前の丑の年＝1397年にJekに滅ぼされたBal Angueiのチャム人の後継王朝）が再興される。これは巴的吏治下のチャンパ（闍槃王朝）から分離したと考えられる。
1436年、明への朝貢が年一貢から三年一貢に改められた。

### 最後
1441年に逝去（この年代はビエンホア碑文のクロノグラフ（サンカラ、ソンコロ）のLouis Finot, 1915による解釈。AymonierやCabatonは別の年代を挙げる）。

## 影響
1471年にチャンパ・大越戦争で大越黎朝（1428年 - 1788年）が侵攻し、闍槃王朝が滅亡。